# Souleymane Bachir Diagne
Souleymane Bachir Diagne (Saint-Louis, 8 de noviembre de 1955) es un filósofo y profesor universitario senegalés. Su trabajo se centra en la historia de la lógica y las matemáticas, la epistemología, la tradición de la filosofía en el mundo islámico, la formación de la identidad y las literaturas y filosofías africanas.

## Biografía
Souleymane Bachir Diagne estudió en la École Normale Supérieure de París, donde fue alumno de Louis Althusser y Jacques Derrida, y posteriormente se doctoró en Filosofía en Universidad de París I Panthéon-Sorbonne (1988). En su trayectoria académica, ha sido profesor de filosofía en la Universidad Cheikh Anta Diop de Dakar, en la Northwestern University de Estados Unidos y de Filosofía y francés en la Universidad de Columbia.
Ha trabajado en un amplio espectro de temáticas, que abarcan desde la historia de la ciencia, la historia de la filosofía y la filosofía islámica hasta la filosofía y la literatura africanas. Es autor de numerosos libros, entre los que se señalan Bergson postcolonial: l'élan vital dans la pensée de Léopold Sédar Senghor et de Mohamed Iqbal, que fue galardonado con el premio Dagnan- Bouveret, otorgado por la Académie des sciences morales et politiques francesa en 2011, el mismo año en que recibió el premio Edouard Glissant por su carrera. Entre sus últimas publicaciones encontramos L’encre des savants. Réflexions sur la philosophie en Afrique (2013), Ma vie en islam (2016) y En quête de Afrique(s): universalisme et pensée décoloniale (2018, con J.L. Amselle).
Desde 2019 es miembro de la Academia Estadounidense de las Artes y las Ciencias y miembro asociado de la Real Academia de Bélgica.